# Pistolet WIST-94
WIST-94 – polski pistolet samopowtarzalny na nabój 9 × 19 mm Parabellum. Dodatkowo w wersji WIST-94L posiada laserowy znacznik celu o mocy 3–5 mW, który jest zasilany z dwóch baterii 1,5 V o wadze 30 g. Celownik umożliwia celowanie na odległość do 50 m. Jego nazwa miała nawiązywać do przedwojennego pistoletu Vis.

## Historia
Zlecenie na opracowanie pistoletu na nabój 9 × 19 mm ogłosiło Ministerstwo Obrony Narodowej na początku 1992 roku. Zadaniem zajął się zespół składający się z Wiesława Starka, który był kierownikiem zespołu, oraz Stefana Tkaczyka. Dołączyli do nich Wiesław Stępniak oraz Aleksander Wójtowicz – wszyscy z WITU. Praca pod kryptonimem „Piryt” zaowocowały dwoma prototypami (patent nr 171870), jednak kłopoty finansowe spowodowały przerwanie badań. Dzięki pomocy łódzkiej firmy „Prexer” prace mogły być kontynuowane i wreszcie w 1994 roku opracowany został WIST. Konkurentem WISTa był MAG-95. W 1997 roku przeprowadzono badania eksploatacyjno-wojskowe. WIST okazał się konstrukcją na tyle udaną, że od 1998 roku był wprowadzany na uzbrojenie Sił Zbrojnych Rzeczypospolitej Polskiej. Szef Sztabu Generalnego WP Rozkazem nr 68 z dnia 23 marca 1999 roku wprowadził broń na wyposażenie Sił Zbrojnych RP.
Do 2006 roku Prexer dostarczył 17 656 pistoletów w wersji podstawowej WIST-94 i z laserowym wskaźnikiem celu WIST-94L, po czym w 2007 roku zawarto jeszcze umowę na dostawę 2554 sztuk (łączna liczba 20 210). W 2008 roku wojsko zaprzestało zakupów tej broni i zadeklarowało chęć zakupu nowego pistoletu, co doprowadziło do zakończenia jej produkcji. Podkreśla się, że jego producent Prexer nie specjalizował się wcześniej w produkcji broni palnej, produkował pistolet tylko dla odbiorcy wojskowego i nie inwestował w rozwój broni i stworzenie jej rodziny, mimo opracowania na początku XXI wieku odmiany WIST Compact. 

### Eksploatacja
Wist był użytkowany w warunkach bojowych przez PKW Irak i PKW Afganistan. Służba w trudnych warunkach polowych przyniosła wiele uwag o awaryjności i mankamentach broni zgłaszanych przez jej użytkowników, co pociągnęło za sobą krytyczną ocenę konstrukcji i zaprzestanie dalszych zakupów. Zgłaszano częste zacięcia i uszkodzenia, skomplikowane rozkładanie, nadmierną siłę wymaganą do nacisku na spust, a także źle zaprojektowane kabury, powodujące wypadanie magazynków na skutek nacisku na przycisk zwalniania magazynka. Ocenia się też, że niekorzystna jest charakterystyka pracy spustu (nierówne opory, długa droga, wymaganie znacznej siły). Broń jest mimo to dość celna, a chwyt oceniany jest jako wygodny, z wyjątkiem umieszczenia zaczepu smyczy, który może przeszkadzać strzelcom o większych dłoniach.
Na skutek złej opinii o broni zdecydowano przekazać pistolety na wyposażenie Inspektoratu Wsparcia Sił Zbrojnych, który od 2010 roku kupuje zmodyfikowaną odmianę z podlufową szyną montażową. Pistolet ma dalej służyć do końca cyklu eksploatacyjnego (ok. 20 lat).
Od 2010 roku wszystkie pistolety podczas remontów są modernizowane i wyposażane w nowy szkielet z podlufową szyną montażową na oświetlenie taktyczne. W celu poprawienia niezawodności powiększono także okno do wyrzucania łusek oraz zmieniono system ryglowania zamka.

## Opis techniczny
Pistolet działa na zasadzie krótkiego odrzutu lufy – mechanizm ryglowy funkcjonuje na zasadzie przekoszenia w pionie. Połączenie lufy z zamkiem w położeniu zaryglowanym zapewniają dwa występy ryglowe wchodzące w wyżłobienia w zamku. Samonastawny bezpiecznik wewnętrzny zawiera sterowane spustem blokady iglicy oraz zaczepy szyny spustowej. Dodatkowym zabezpieczeniem jest mechanizm spustowy z samonapinaniem iglicy typu Double Action Only, ze wstępnie napinaną – podczas odrzutu zamka – sprężyną igliczną. Pistolet wyposażono ponadto w mechanizm uderzeniowy typu iglicznego, chwyt z materiału kompozytowego Itamid, poliamidu zbrojonego włóknem szklanym, zatrzask zamkowy stalowy. Zastosowano wskaźnik obecności naboju w komorze nabojowej, będący oddzielnym elementem broni. Po wystrzeleniu ostatniego naboju z magazynka zamek zatrzymuje się w tylnym położeniu na zaczepie zamka. Lufa ma przekrój poligonalny (sześciokąt foremny). WIST posiada stałe przyrządy celownicze z naniesionymi dwiema plamkami i obwódką na szczerbince oraz plamką na muszce, które pozwalają na prowadzenie celnego ognia do 50 m. Magazynek 16-nabojowy, dwurzędowy.